# Henri II de Münsterberg-Œls
Henri II de Münsterberg-Oels (connu également comme: Henri II de Poděbrady, en allemand: Heinrich II. von Münsterberg-Oels ou Heinrich II. von Podiebrad, en tchèque: Jindřich II. Minstrbersko-Olešnický; né le 29 mars 1507 – 2 août 1548, à Bernstadt an der Weide) il est de 1536 à 1542 duc de Münsterberg et  Oels (en polonais Oleśnica) et de 1542 à 1548 duc de Bernstadt (en polonais Bierutów). Il porte également le titre comte de Glatz (Kladsko), bien que sa famille ne règne plus sur le comté.

## Biographie
Henri II est un membre de la lignée noble des Poděbrady. Ses parents sont le duc Charles Ier de Münsterberg-Œls et Anne de Żagań fille de Jean II le Fou duc de Żagań.
Après la mort de son père en 1536, Henri règne conjointement avec ses frères Joachim, Jean et Georges II. Par un accord en date du 25 juin 1535, ils ont accordé à la cité de  Srebrna Góra (en allemand Silberberg), qui jouxte  Münsterberg, le statut de ville libre. Contrairement à leur père Joachim et ses frères adhèrent au  doctrine Luthérienne et en 1537, ils expulsent les prêtres catholiques de  Münsterberg (en polonais: Ziębice) et nomment un vicaire évangéliste.
En 1542, Henri et ses frères  donnent en gage le duché de Münsterberg  à leur oncle le duc Frédéric II de Legnica. Jean continue à régner sur le duché d'Œls et Henri II règne jusqu'en  1548 sur le duché de Bernstadt. Joachim, le frère ainé devient  évêque de Brandebourg en 1546. Henri choisit d'établir sa résidence à  Bierutów et il y favorise le développement du protestantisme. Il agrandit le château de Bierutów  en y ajoutant l'aile sud. Six années après il meurt en 1548.

## Union et postérité
Le 7 février 1529 Henri II épouse  Marguerite de Pernstein († 10 juin 1529), une fille de Jean III de Pernstein (en) qui meurt la même année. Le 12 novembre 1537 Henri se remarie avec, Marguerite de Mecklenbourg-Schwerin († 1559), une fille de  Henri V de Mecklembourg-Schwerin duc de Mecklembourg-Schwerin. Avec sa seconde épouse il sept enfants:
- Anna (née le 29 mars 1539 † 19 mars 1568)
- Salomé (5 avril 1540 † 16 mai 1567), épouse le 15 mai 1560 Georges de Thurn und Taxis
- Henri III de Münsterberg-Œls
- Charles (né le 16 juin 1543 † 23 juillet 1543)
- Georges (née en 1544 † 1556)
- Charles II de Münsterberg-Œls
- Catherine (née 4 mars 1548 † 14 décembre 1579), épouse Georges Berka de Dubé (en tchèque  Jiří Berka z Dubé).

## Source
- (en) Cet article est partiellement ou en totalité issu de l’article de Wikipédia en anglais intitulé « Henry II, Duke of Münsterberg-Oels » (voir la liste des auteurs), édition du 11 juillet 2014.
- Anthony Stokvis, Manuel d'histoire, de généalogie et de chronologie de tous les États du globe, depuis les temps les plus reculés jusqu'à nos jours, préf. H. F. Wijnman, éditions Brill Leyde 1890-1883, réédition 1966, volume III, chapitre VIII « Généalogie de la maison de Poděbrad »  tableau généalogique no 17.
- (en) & (de) Peter Truhart, Regents of Nations, K. G Saur Münich, 1984-1988 (ISBN 359810491X), Art. « Münsterberg » p. 2452-2453. & Art. « Oels + Bernstadt, Kosel, Wartenberg », p.  2453.